# Saison 1 d'Hôtel de la plage
Chronologie
Saison 2
Cet article présente les épisodes de la première saison de la série télévisée Hôtel de la plage.

## Distribution
- Bruno Solo : Paul Lopez
- Jonathan Zaccaï : Martin Guignard
- Yvon Back : Victor Langman
- Annick Blancheteau : Yvonne Callec
- Sophie-Charlotte Husson : Isabelle
- Fatima Adoum : Samia
- Juliet Lemonnier : Carla
- Arnaud Henriet : Yann Callec
- Olivia Cote : Marine Callec
- Karina Testa : Sofie
- Xavier Robic : Benjamin Bacci
- Nassim Si Ahmed : Omar
- Farida Ouchani : Aïcha